# Marta Robežniece
Marta Robežniece, född 11 augusti 2005, är en lettisk rodelåkare.

## Karriär
Vid VM 2024 i Altenberg tog Robežniece brons tillsammans med Kitija Bogdanova i dubbelsprint.